# 新垣樽助
新垣樽助（日语：／ Shingaki Tarusuke，1976年6月18日—），日本男性配音員。隸屬於Mausu Promotion。出身於沖繩縣島尻郡久米島町。血型B型。原名和舊藝名是新垣正明（日语：／ Shingaki Masaaki）。

## 簡歷
- 在動畫『網球王子』中並不單只擔任比嘉中的聲優、他還有指導『舞台劇 網球王子』演員的沖繩方言。
- 在他所配音的『網球王子』木手永四郎的角色歌中、有一部份歌曲是他親自作詞和作曲的。
- 喜歡的咖哩是綠咖哩。
- 初中時代參加棒球部、而高中時代則是參加欖球部。
- 2016年與A-SIDE主唱Issyo一時興起組成樂團「樽生」，2017年發售第一張專輯「新しい唄」，2018年9月1日舉辦Live第一彈「樽生、冷えてます vol.2」。
- 在2013網球王子見面會上，在比嘉中的成員上場的時候提供很多後援，在bilibili上有許多彈幕都說他十分寵團員，2016年的演唱會，用三味線幫助成員演奏音樂。

## 演出作品

### 電視動畫
2002年
- 攻殻機動隊 STAND ALONE COMPLEX

2003年
- 明日之星娜佳（面具男）
- 狼雨（奪還隊A）
- 魔法少年賈修（植物園的客人、書本的持有主）
- 廢棄公主（鄰居、劇團成員）

2004年
- 今日大魔王（村民、大西馬隆兵）
- 現視研（男學生）
- KERORO軍曹（指揮官）
- 七武士（廣播員）
- 混沌武士（永富組手下、瓦組手下）
- 爆裂天使（開發人A）

2005年
- 極上生徒會（男生們、蕎麥麵店外送員）
- 蜂蜜幸運草（友人A、男學生A、鈴木高志、松、高井戶、教授）
- BLEACH（槓鈴、死神に、死神ぬ、死神わ）
- 日式麵包王（黑衣男子）

2006年
- 飛輪少年（飯糰的父親）
- 少年陰陽師（安倍吉昌）
- 怪俠索羅利（品右衛門）

2007年
- 王牌投手振臂高揮（無名（排隊的它校棒球隊員）#11、松永雅也）
- 火箭女孩（高登·克里尼克）

2008年
- 吸血鬼騎士 Guilty（玖蘭李土）

2009年
- CANAAN（Unbloom B）
- 獸之奏者（カイル、男）
- 戰鬥司書系列（保安官A）
- FRESH光之美少女！（知念大輔）

2010年
- 最後大魔王（大和望一郎）
- 交響情人夢 最終篇（艾力克斯‧楚蘭）
- 迷糊餐廳（客(2)）

2011年
- 銀魂'（仕置人頭）
- 夏目友人帳（病を患った妖怪）
- 花開物語（押水民夫）
- Fate/Zero（間桐雁夜）
- 金属对决 战斗陀螺 4D（ハーシェル）
- 如果高校棒球女子經理讀了彼得·杜拉克（田村春道）
- 47都道府犬（沖繩犬）

2012年
- 蠟筆小新（男性A、伸男）
- 足球騎士（佐伯祐介）
- ZETMAN（超人アルファス）
- 新網球王子（木手永四郎）
- Fate/Zero 第二季（間桐雁夜）
- 加速世界（Crimson Kingbolt/紅釘）
- 王者天下（巴吉歐）

2013年
- 海螺小姐（高村勉）

2014年
- 宇宙兄弟（卡洛·葛雷柯）
- 魔法科高中的劣等生（真田繁留）
- 法蘭雀絲卡（相馬主計）

2015年
- 攻殻機動隊ARISE ALTERNATIVE ARCHITECTURE（戶草）
- 潮與虎（和泉）
- 金田一少年事件簿R（江健一）
- 排球少年！！第二季（扇西監督）
- 終結的熾天使 名古屋決戰篇（貴族）

2016年
- Dimension W －第四次元－（館長）
- 迷家（鳥安、銅鑼衛門、課長）
- 至高指令（亞伯拉罕·路易·弗蘭）>
- OZMAFIA!!（卡拉米亞）
- 齊木楠雄的災難（金剛剛、機長）
- 超心動！文藝復興（一條寺雅聲）
- 刀劍亂舞－花丸－（壓切長谷部、長曾禰虎徹）
- 侍靈演武：將星亂（張先生）
- 文豪Stray Dogs 第2期（納撒尼爾·霍桑）

2017年
- 幼女戰記（拉加德）
- TRICKSTER －來自江戶川亂步「少年偵探團」－（稻垣平造）
- 美男戰國◆雖然穿越時空卻沒有開始戀愛（顯如）
- 相親對象是強硬問題兒學生（高宮宗一郎）
- 奇諾之旅 -the Beautiful World- the Animated Series（櫻的父親）

2018年
- POP TEAM EPIC（約瑟夫〈大人〉〈第9話B段〉）
- 續 刀劍亂舞－花丸－（壓切長谷部、長曾彌虎徹）
- 霸穹 封神演義（李靖）
- 牙鬥獸娘（粕谷健）
- 黃金神威（澀川善次郎）
- 後街女孩（田村警視）
- 夢王國與沉睡中的100位王子殿下（弗洛斯特）
- 我的英雄學院 第3期（通形未吏生）

2019年
- 消滅都市（英司〈研究員〉）
- 文豪Stray Dogs 第3期（納撒尼爾·霍桑）
- 鬼滅之刃
- GIVEN 被贈與的未來（花岡）
- 我的英雄學院 第4期（通形未吏生）

2020年
- 卡片戰鬥!! 先導者 -if-（狂風劍刃）
- 夢夢貓（琴子的父親）
- 魔王學院的不適任者～史上最強的魔王始祖，轉生就讀子孫們的學校～（貓頭鷹、庫魯特·路德威爾）
- 池袋西口公園（實、保）
- 大貴族（卡迪斯‧艾特拉馬‧迪‧萊傑羅）
- 光之戰記 -ZUERST-（日语：禍つヴァールハイト）（弗里茨、瑪麗·巴爾特的部下）
- 成神之日（成神大地）

2021年
- 花樣滑冰Stars（篠崎的教練）
- 我的英雄學院 第5期（通形未吏生）
- Vivy -Fluorite Eye's Song-（垣谷勇吾）
- TSUKIPRO THE ANIMATION 2（真宮孝明）
- 暗夜第六感 2041（維克多·佩特洛夫）
- 名偵探柯南（警官）
- 王者天下3（巴吉歐）
- SELECTION PROJECT（美山流平）
- 境界戰機（雷蒙·哈帝）
- 夢夢貓 Mix！（琴子的父親）
- 結城友奈是勇者-大滿開之章-
- 半妖的夜叉姬（八股）
- BORUTO-火影新世代-NARUTO NEXT GENERATIONS-（クロバネ）
- 魔法科高中的劣等生 追憶篇（真田繁留）

2022年
- 失格紋的最強賢者（亞魔族首領）
- ORIENT 東方少年（犬川靜六）
- 女性向遊戲世界對路人角色很不友好（巴魯卡斯）
- 王者天下4（荀早）
- Love All Play（菱川真一）
- 新網球王子 U-17 世界盃（木手永四郎）
- VAZZROCK THE ANIMATION（真宮孝明）
- 呆萌酷男孩（上村）
- 我的英雄學院 第6期（通形未吏生）

2023年
- 英雄王，為了窮盡武道而轉生～而後成為世界最強見習騎士♀～（路克·尤庫斯）
- 遊戲王GO RUSH（杜迪·尼蕭）
- 文豪Stray Dogs 第4期（納撒尼爾·霍桑）
- 轉生貴族的異世界冒險錄～不知自重的眾神使徒～（艾力克[1]）
- 打工吧！！魔王大人（巴巴力提亞）
- 地下忍者（加藤[2]）
- 我們的雨色協議（稻月颯太）
- 靠著魔法藥水在異世界活下去！（拉爾斯利克中隊長）

2024年
- 葬送的芙莉蓮（葛納烏[3]）
- 反派千金等級99～我是隱藏頭目但不是魔王～（國王）
- 刀劍亂舞 迴 -虛傳 燃燒的本能寺-（壓切長谷部[4]、長曾禰虎徹[5]）
- 王牌酒保 神之杯（上原）
- 我的英雄學院 第7期（通形未吏生）
- 卡片戰鬥！！先導者 Divinez 第2期（明那的父親）
- 最狂輔助職業【話術士】世界最強戰團聽我號令（魔眼狒狒王）

2025年
- 在沖繩喜歡上的女孩方言講得太過令人困擾（旁白[6]）
- 雖然我是注定沒落的貴族 閒來無事只好來深究魔法（阿爾卡德）

### OVA
2001年
- Memories Off 假面之心〜詩音篇〜（園藝部部長）

2016年
- 晨曦公主 OAD02 最初的龍（緋龍王）

### 網路動畫
2021年
- 伊甸（S566）

### 電影版動畫
2002年
- 貓的報恩

2020年
- 鳴鳥不飛（矢代）

2022年
- THE FIRST SLAM DUNK（主裁判） (兼任沖繩方言指導)

2024年
- 刀劍亂舞 迴 -々傳 近侍之人-（壓切長谷部[7]）

### 遊戲
- 刀劍亂舞（压切长谷部、長曾祢虎徹、千代金丸）
- 夢王國與沉睡中的100位王子殿下（弗洛斯特）
- OZMAFIA!!（カラミア）
- 美男戰國 穿越時空之戀（顯如）
- 蘇菲的鍊金工房（哈羅爾）
- 消滅都市（研究員）
- 在茜色的世界中與君詠唱（雜賀孫市）

2016年
- 快打旋風5(拉希德)
- Steam Prison（芬·尤克列斯）

2017年
- 女友伴身邊（惡食記者男[8]）

2018年
- オンエア！（荒木冴）
- 真·三國無雙8 (徐盛)
- 魔法使與黑貓維茲（泰西&佛盧帝斯）

2019年
- AI：夢境檔案(伊達鍵/世島犀人)
- 聖火降魔錄 英雄雲集（傑洛姆、索爾）

2020年
- 人中之龍7 光與闇的去向(小笠原肇)

2022年
- ALICE Fiction(Soga)
- 刀劍亂舞無雙（压切长谷部）

2024年
- 寶可夢大師（亞洛）

### 外語配音

#### 廣播劇
2013年
- 魔法科高中的劣等生（真田繁留）

### BL CD
- 營業二科（東條誠二）
- 囀る鳥は羽ばたかない（矢代）
- 他的斗S開關（小窪信夫）
- 男子高校生、はじめての 第六彈（央田尋）
- 戀愛的正確注音方式（鈴木弘）
- 關於那些永無止盡的不幸故事（清竹誠司）
- 四代目大和辰之（櫓木）
- 女王與裁縫師（志田哲也）
- 狂い鳴くのは僕の番；β 1（鵜藤慎吾）
- 情色小說家 (木島理生)
- 我的警察先生（田島誠治）
- 療傷遊戲（生嶋靜真）

### 其他
- Thunderbolt Fantasy 生死一劍（嘯狂狷）
- Thunderbolt Fantasy 東離劍遊紀2（嘯狂狷）
- Thunderbolt Fantasy 西幽玹歌（嘯狂狷）

## 外部連結
- （日語） マウスプロモーション公式サイト：所属タレント （页面存档备份，存于），事務所的介紹頁。
- （日語） SUN樽 » https://web.archive.org/web/20161116101058/http://www.55shingaku.jp/tarusuke/，本人的網誌。
- （日語） 樽生なんとなくオフィシャル （页面存档备份，存于），樽生官方網站。